# Symposiachrus menckei
El monarca de San Matías (Symposiachrus menckei) es una especie de ave paseriforme de la familia Monarchidae.

## Distribución y hábitat
Es endémica de la isla principal de las islas San Matías, Mussau. Su hábitat natural son las selvas tropicales húmedas de zonas bajas.
Se encuentra amenazado por pérdida de hábitat.